# Callitomis dimorpha
Callitomis dimorpha is een beervlinder uit de familie van de spinneruilen (Erebidae). De wetenschappelijke naam van de soort is voor het eerst geldig gepubliceerd in 1939 door Bytinsky-Salz.